# Nail' Muchamed'jarov
Nail' Narimanovič Muchamed'jarov (in russo Наиль Нариманович Мухамедьяров?; Leninsk, 8 novembre 1962) è un ex sollevatore sovietico di etnìa tartara, poi ucraino, medagliato olimpico e mondiale, che ha gareggiato nelle categorie dei pesi massimi leggeri (fino a 82,5 kg.), dei pesi medio-massimi (fino a 90 kg.), dei pesi massimi primi (fino a 100/99 kg.) e dei pesi massimi (fino a 110 kg.).

## Carriera
Nail' Muchamed'jarov nacque in Uzbekistan da una famiglia tartara deportata dalla Crimea all'epoca delle repressioni staliniane nei confronti di alcuni gruppi etnici durante la Seconda guerra mondiale.
Cominciò a sollevare pesi all'età di 14 anni ed ebbe buoni risultati nelle categorie juniores.
Nel 1988 riuscì a vincere il suo unico titolo nazionale sovietico, primeggiando nella categoria dei pesi medio-massimi e guadagnandosi la convocazione per le successive Olimpiadi di Seul 1988, dove conquistò la medaglia d'argento con 400 kg. nel totale, dietro al connazionale Anatolij Chrapatyj (412,5 kg.) e davanti al polacco Sławomir Zawada, il quale terminò con lo stesso risultato di Muchamed'jarov ma scivolò al 3º posto in quanto aveva un peso corporeo leggermente superiore a quello del sovietico.
Dopo aver fatto due salti di categoria, nel 1990 Nail' Muchamed'jarov vinse la medaglia d'argento nella categoria dei pesi massimi ai Campionati mondiali di Budapest con 390 kg. nel totale, dietro al bulgaro Stefan Botev (440 kg.).
A seguito della dissoluzione dell'URSS, continuò a gareggiare per qualche tempo per l'Ucraina, ove si era nel frattempo trasferito nella città di Sinferopoli.
Al termine del 1993 si ritirò dall'attività agonistica, diventando un docente di educazione fisica presso l'Università della Crimea a Sinferopoli.